# Санта Марија ин Селва (Мачерата)
Санта Марија ин Селва је насеље у Италији у округу Мачерата, региону Марке.
Према процени из 2011. у насељу је живело 91 становника. Насеље се налази на надморској висини од 129 м.